# Hans Adolph Brorson

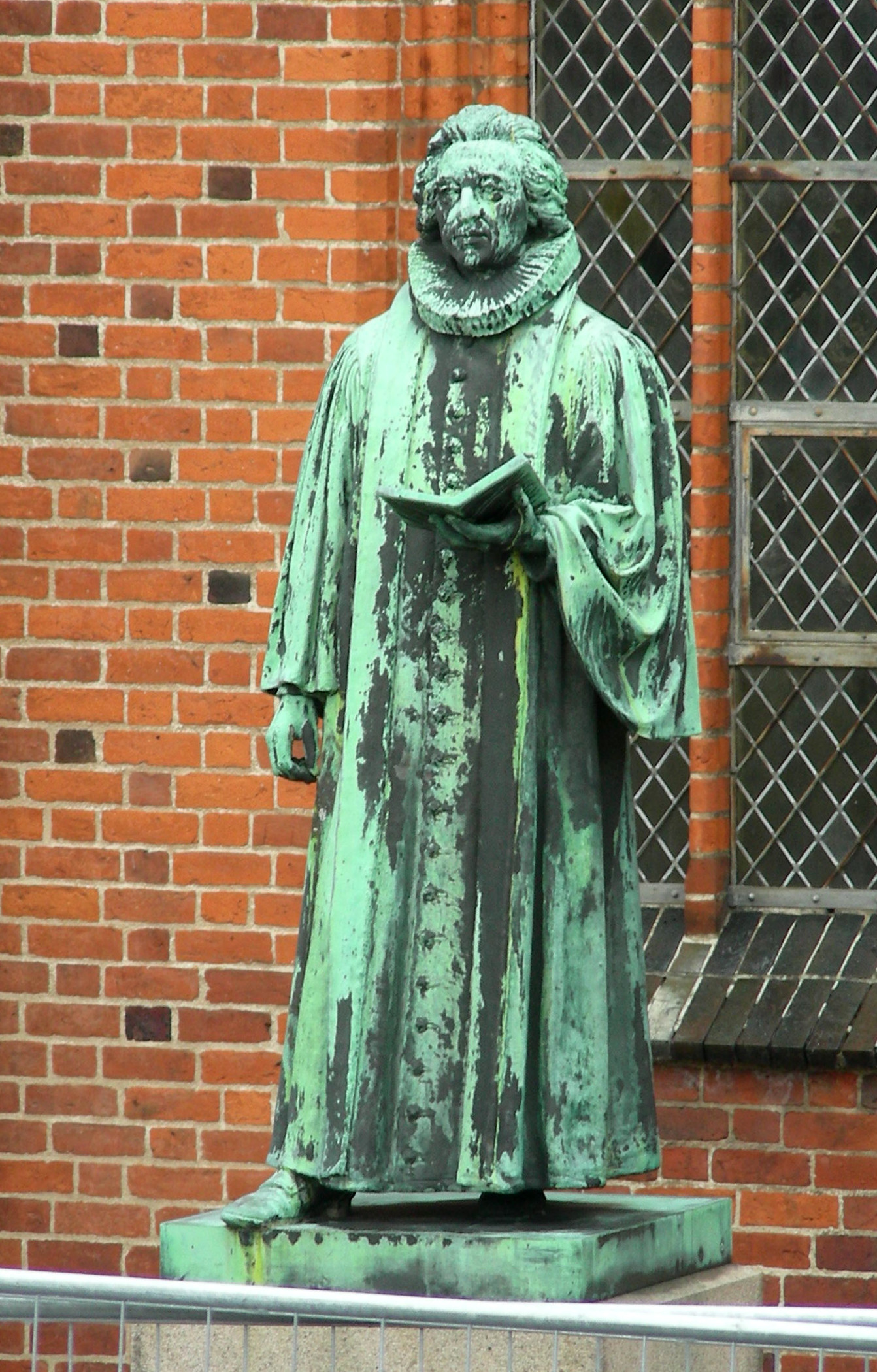
Hans Adolph Brorson, staty av August Saabye.

Hans Adolph Brorson, född den 20 juni 1694 i Randerup, död 3 juni 1764 i Ribe, var en dansk biskop och psalmförfattare.
Brorson var 1722–1729, som efterträdare till sin styvfar, präst i sin födelsesocken, där hans farfar och far 1655–1704 varit präster, och 1729–1737 präst i Tönder. Där utsände han 1732 ett häfte julpsalmer, som fram till 1736 följdes av fler häften av psalmer med andra. År 1739 utgav han dem samlade under titeln Troens rare Klenodie. De vann hastigt insteg bland allmänheten; redan under Brorsons livstid utkom de i fem upplagor och senare flera (1830–1901 inalles 30). Samlingen omfattar 82 original och 192 översättningar från tyskan; många har blivit upptagna i de allmänna danska psalmböckerna och tillhör det danska folkets käraste andliga sånger; de utmärks av innerlig tro och gudshängivenhet, har pietismens prägel och är ofta av betagande skönhet, varjämte de är avpassade efter tilltalande melodier. Brorson utnämndes 1737 till stiftsprost och 1741 till biskop i Ribe stift. Tillsammans med Thomas Kingo och Nikolaj Frederik Severin Grundtvig räknas han som en av Danmarks "tre stora" psalmförfattare. Han var yngre bror till Niels och Broder Brorson, tillsammans med vilka han bildar "det rare kløverblad fra Randrup". Efter hans död utkom hans Svane-Sang, innehållande 68 original. En minnestavla över honom uppsattes 1865 i Ribe domkyrka.

## Psalmer
Brorson finns representerad i danska Psalmebog for Kirke og Hjem och ett stort antal svenska psalm- och sångböcker.
- Ack visste du, som nu dig måste böja Finns på Wikisource.
- Den skönaste ros har jag funnit (i svensk översättning av Johan Michael Lindblad nr 64 i Svenska Missionsförbundets sångbok (1920)
- Den stora vita skaran där nr 170 i den ekumeniska psalmboksdelen Finns på Wikisource.
- Förunderligt och märkligt, översatt av Oscar Mannström, Psalmer och Sånger  nr 490. Finns på Wikisource.
- Här kommer, Jesus, dina små
- Jag går mot döden var jag går nr 619 Finns på Wikisource.
- Långt bortom öknens heta sand
- På grund av Jesu blod och sår
- Till Betlehem mitt hjärta nr 88 i Svenska Missionsförbundets sångbok (1920) i svensk översättning av Johan Michael Lindblad)
- Till det höga nr 422 i Svenska Missionsförbundets sångbok (1920)
- Upp, alla verk som Herren gjort efter översättning av Erik Nyström från Op, al den ting, som Gud har gjort nr 642 Finns på Wikisource.
- Ur djupet av mitt hjärta nr 299 i den ekumeniska psalmboksdelen. Finns på Wikisource.
- Vad det blir gott att landa nr 762 i Svenska Missionsförbundets sångbok (1920), i en (svensk översättning av Johan Michael Lindblad)